# Terrier (інженерний танк)
Бронемашина «Тер'єр» (англ. Terrier vehicle) — броньована інженерна машина (саперний танк). Прийнятий на озброєння британської армії в 2013 році. Призначений для використання Королівським інженерним корпусом. Розроблений як заміна інженерної машини FV180 Combat Engineer Tractor Британської армії.
Середній саперний танк «Terrier» розроблений компанією BAE Systems за участі субпідрядників у певних сферах (інноваційну паливну систему розробила GKN Aerospace, силові агрегати і двигун — Caterpillar Inc., броньований корпус — Corus). Прототип був офіційно представлений 28 травня 2005 року, а серійне виробництво почалося 27 січня 2010 року на заводі компанії в Ньюкаслі.
Це багатофункціональна і універсальна машина, залежно від обстановки здатна відігравати різні ролі і виконувати широкий набір функцій: від усунення перешкод на шляху підрозділів (і створення цих перешкод для ворожих військ) до розміновування. Для виконання цих робіт машину обладнано грейферним ковшем попереду і екскаваторною стрілой з правого борту, здатною підіймати вантаж до 3 тонн.
«Terrier» захищений модульною бронею і протимінним захистом, а також оснащений електронною цифровою системою управління (англ. drive-by-wire) і бортовими камерами з системами денного та нічного бачення і обзором на 360°. У звичайних умовах екіпаж складається з двох осіб (водій і командир), але можливе і дистанційне керування за допомогою джойстика з відстані до 1 км. Для самооборони машина оснащена кулеметом калібру 7,62-мм і вісьмома димовими гранатометами. 
«Terrier» важить близько 32 тонн, тому достатньо легкий, щоб може його можна було завантажити на транспортний літак C-17 Globemaster або A400M і доставити до місця призначення. Машина може розвивати швидкість до 70 км/год. і самостійно переміщуватися на відстані до 600 км.
Всього на озброєння британської армії в рамках поточного контракту з BAE Systems надійшло 60 бойових інженерних машин «Terrier», останні з яких були поставлені в січні 2014 року.